# 菊水元町
菊水元町（きくすいもとまち）とは、北海道札幌市白石区の地名である。豊平川右岸に広がる菊水地区の中で、最も下流（北東）側に位置する。

## 概要
「菊水」の地名の由来となった藤原一族の上流公家出身の侯爵菊亭脩季が1888年（明治20年）に上白石村の桑園5町歩を3年間の条件で無償貸与されてホップ園を開いた場所である。1890年（明治22年）無償貸与期限内にホップ栽培を断念した。

## 住所
| 町丁                    | 郵便番号 |
| ----------------------- | -------- |
| 菊水元町1条1丁目〜5丁目 | 003-0821 |
| 菊水元町2条1丁目〜5丁目 | 003-0822 |
| 菊水元町3条1丁目〜5丁目 | 003-0823 |
| 菊水元町4条1丁目〜3丁目 | 003-0824 |
| 菊水元町5条1丁目〜3丁目 | 003-0825 |
| 菊水元町6条1丁目〜4丁目 | 003-0826 |
| 菊水元町7条1丁目〜4丁目 | 003-0827 |
| 菊水元町8条1丁目〜3丁目 | 003-0828 |
| 菊水元町9条1丁目〜2丁目 | 003-0829 |
| 菊水元町10条1丁目       | 003-0830 |
| 菊水元町（条丁目なし）  | 003-0000 |

## 道路
- 南7条米里通
- 国道274号
- 環状通（北海道道89号札幌環状線）

## 施設
- 白石警察署 菊水元町交番（菊水元町8-2）
- 白石消防署 元町出張所（菊水元町8-2）
- 札幌市立菊水小学校（菊水元町2-3）
- きくすいもとまち幼稚園（菊水元町6-1）
- 菊水いちい認定こども園（菊水元町1-1）
- 菊水元町会館（菊水元町2-1）
- 豊平川下水処理場（菊水元町8-3）
  - 札幌市建設局豊平川処理センター（菊水元町8-3）
- DCM菊水元町店（菊水元町3-5）
- ツルハドラッグ菊水元町8条店（菊水元町8-2）
- ラッキー菊水元町店（菊水元町3-2）
- コープさっぽろ菊水元町店（菊水元町6-1）
- 上白石神社（菊水元町3-1）